# Brunkensen
Brunkensen ist ein Ortsteil der niedersächsischen Stadt Alfeld (Leine) mit dem Weiler Brünighausen.

## Geografie
Brunkensen liegt westlich von Alfeld zwischen dem Duinger Berg im Nordwesten und Reuberg im Süden sowie den je etwas entfernten Sieben Bergen im Osten und Hils im Westen. Durch den Ort fließt die Glene, die dem Tal den Namen gab.

## Geschichte
Hermann Wristbergh, seit 1372 auf Burg Winzenburg, erwarb 1393 von den Edelherren von Homburg die Vogtei Brunkensen. Christoph von Wrisberg war der erste seines Geschlechts, der nach einer Erbteilung Brunkensen bewohnte.
Es gibt zwei Gutshöfe in Brunkensen, einen im Ort (ehemals im Besitz der Wrisberg und ihrer Erben, der Grafen Goertz) und das „Obere Gut“ aus dem 19. Jahrhundert, früher im Besitz der Familie von Löhneysen, später der Familie Roth aus Weteritz und nun der Familie von Velsen-Zerweck (Nachfahren der Familie Roth).
Von 1896 bis 1967 hatte der Ort einen Bahnanschluss über die Kleinbahnstrecke Voldagsen-Duingen-Delligsen.
Am 1. März 1974 wurde die Gemeinde Brunkensen aus dem Landkreis Holzminden in den Landkreis Alfeld (Leine) um- und gleichzeitig in dessen Kreisstadt eingegliedert.

## Politik

### Ortsrat
Der Ortsrat, der den Ortsteil Brunkensen vertritt, setzt sich aus fünf Mitgliedern zusammen. Die Ratsmitglieder werden durch eine Kommunalwahl für jeweils fünf Jahre gewählt. Die aktuelle Amtszeit begann am 1. November 2021 und endet am 31. Oktober 2026.
Bei der Kommunalwahl 2021 ergab sich folgende Sitzverteilung:
| Ortsrat 2021Insgesamt 5 Sitze - SPD: 1 - Grüne: 1 - CDU: 3 |

### Ortsbürgermeister
Der Ortsbürgermeister von Brunkensen und Lütgenholzen ist Hendrik Bünger-Lang (CDU). Seine Stellvertreter sind Matthias Mahnkopf (CDU) und Peter Pommeranz (SPD).

### Wappen
| Wappen von Brunkensen | Blasonierung: „Auf blauem Grund ein Schimmel. Auf dem Ross der Räuber Lippold mit der geraubten Braut. Die Bekleidung der Personen ist rot und gelb gehalten.“   |
| Wappen von Brunkensen | Wappenbegründung: Die Lippoldssage ist Allgemeingut aller Einwohner der Gemeinde. Der Name der Brunkenser in den Nachbargemeinden ist noch heute „Die Lippolds“. |

## Kultur und Sehenswürdigkeiten
- Die Lippoldshöhle zwischen Duinger Berg und Reuberg im Südwesten von Brunkensen ist eine alte künstlich angelegte Verteidigungsanlage und heute ein beliebtes Ausflugsziel.
- Dicht bei der Lippoldshöhle ist zwischen einer Felsnadel und Felswand ein Felsblock – der Lügenstein – geklemmt, der angeblich herunterrutschen soll, wenn sich lügende Personen darunter aufhalten.
- Die St. Martinskirche von 1720 wurde auf dem Platz ihres Vorgängerbaus errichtet.
- In der Ortsmitte befindet sich die Heimatstube, in der Alltagsgegenstände, Werkstätten und Dokumente wichtiger Ereignisse um den Ort Brunkensen sowie eine umfangreiche Sammlung von Mineralien und Fossilien ausgestellt sind.

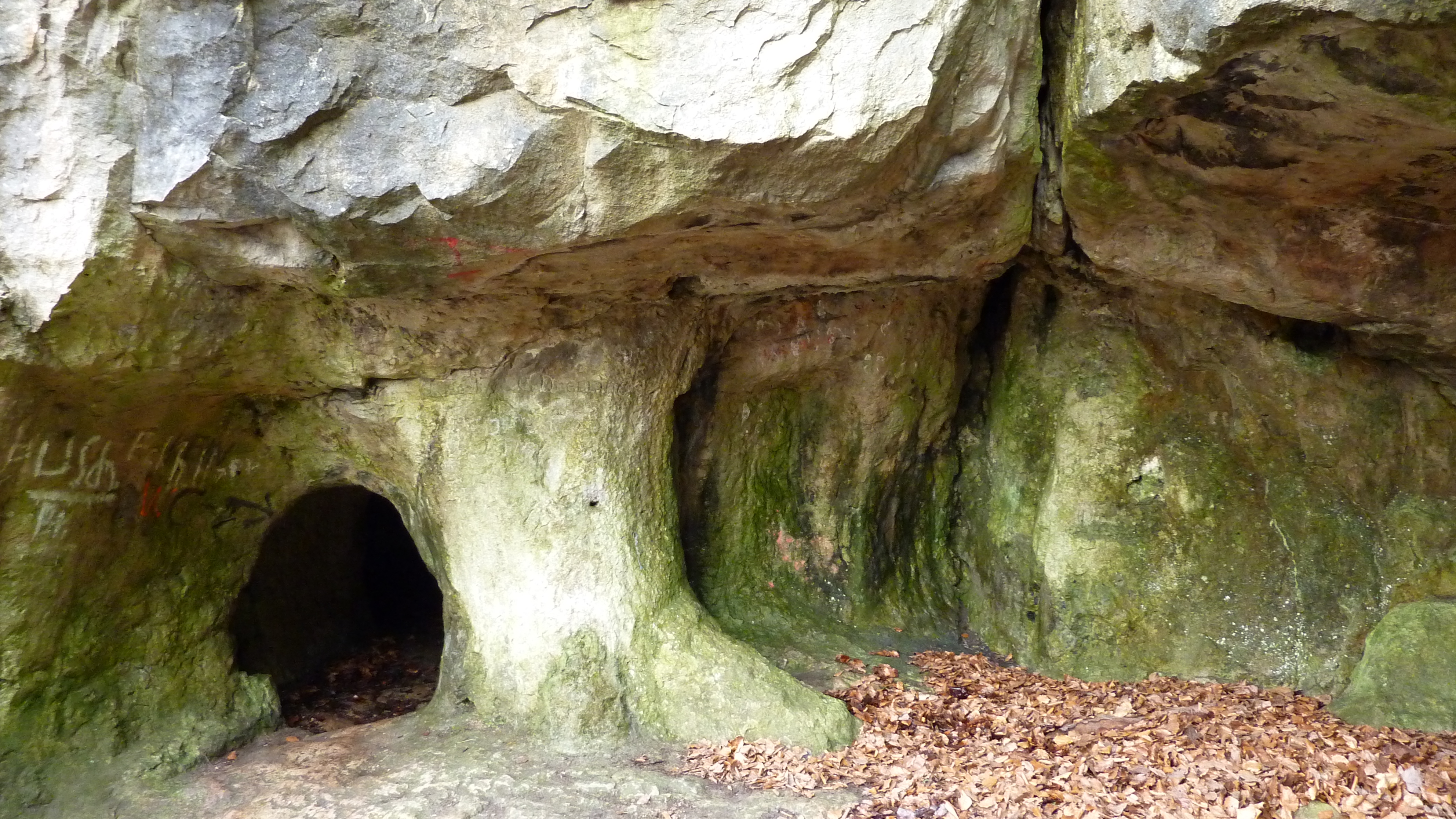
Lippoldshöhle
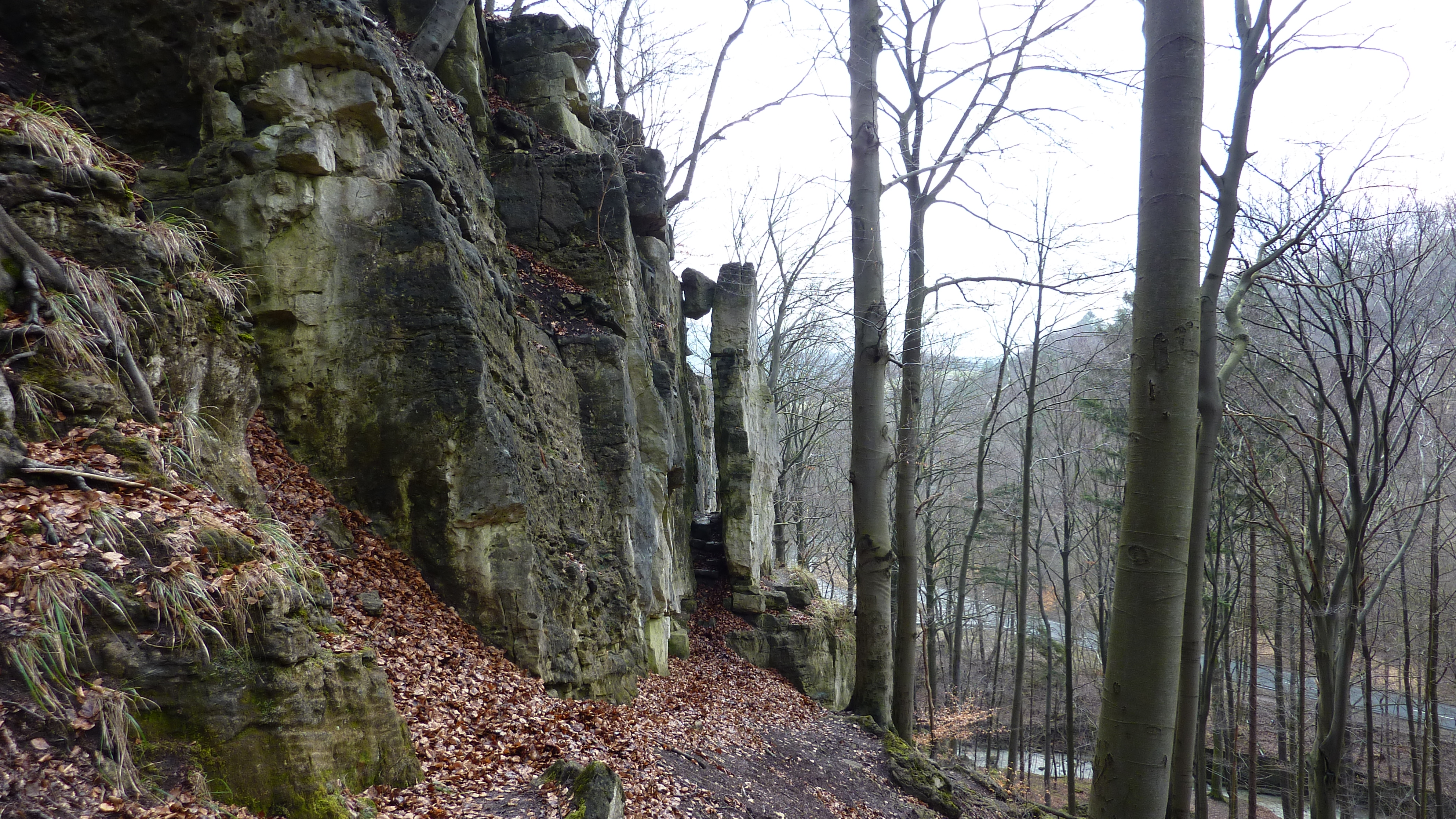
Lügenstein
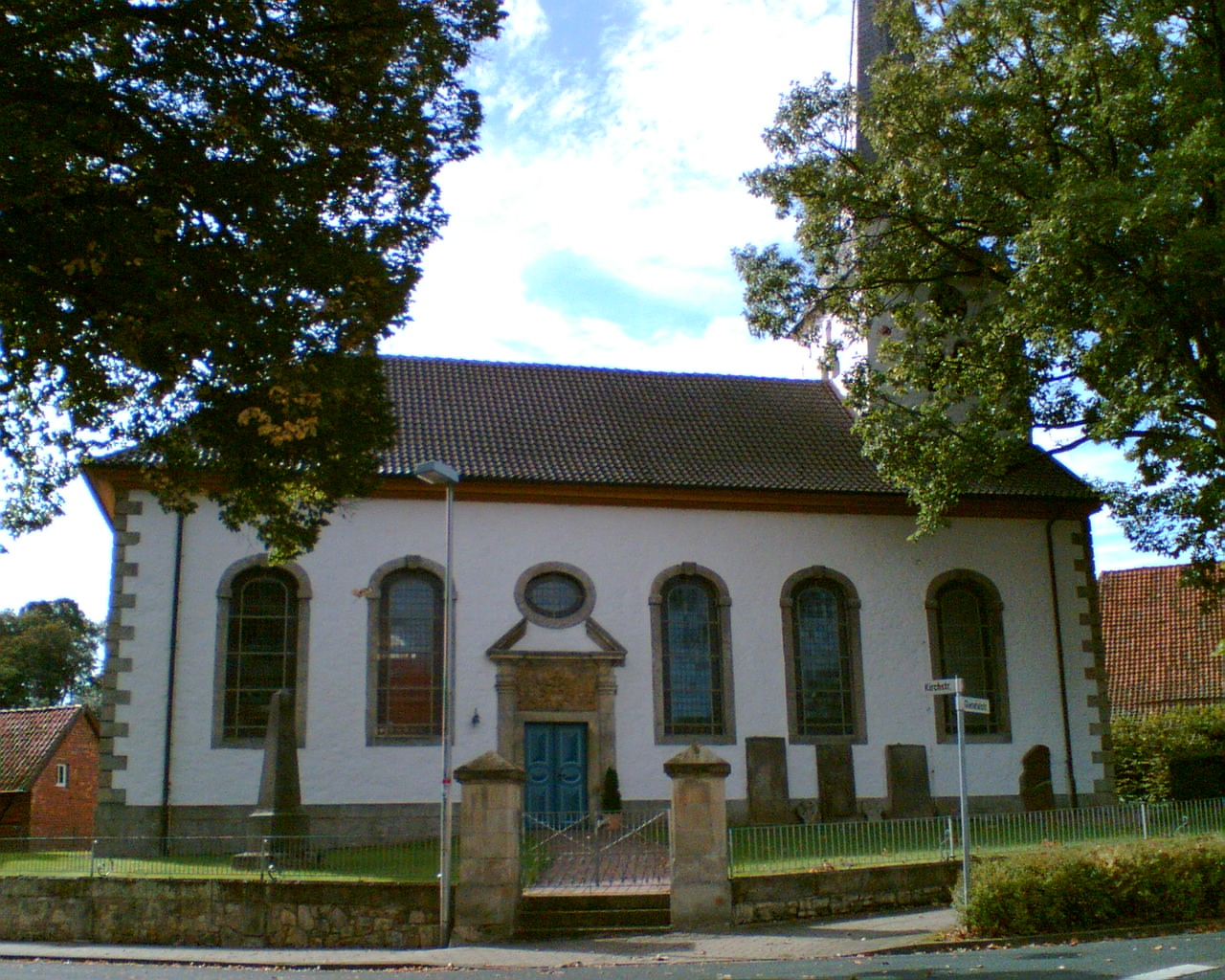
St. Martinskirche
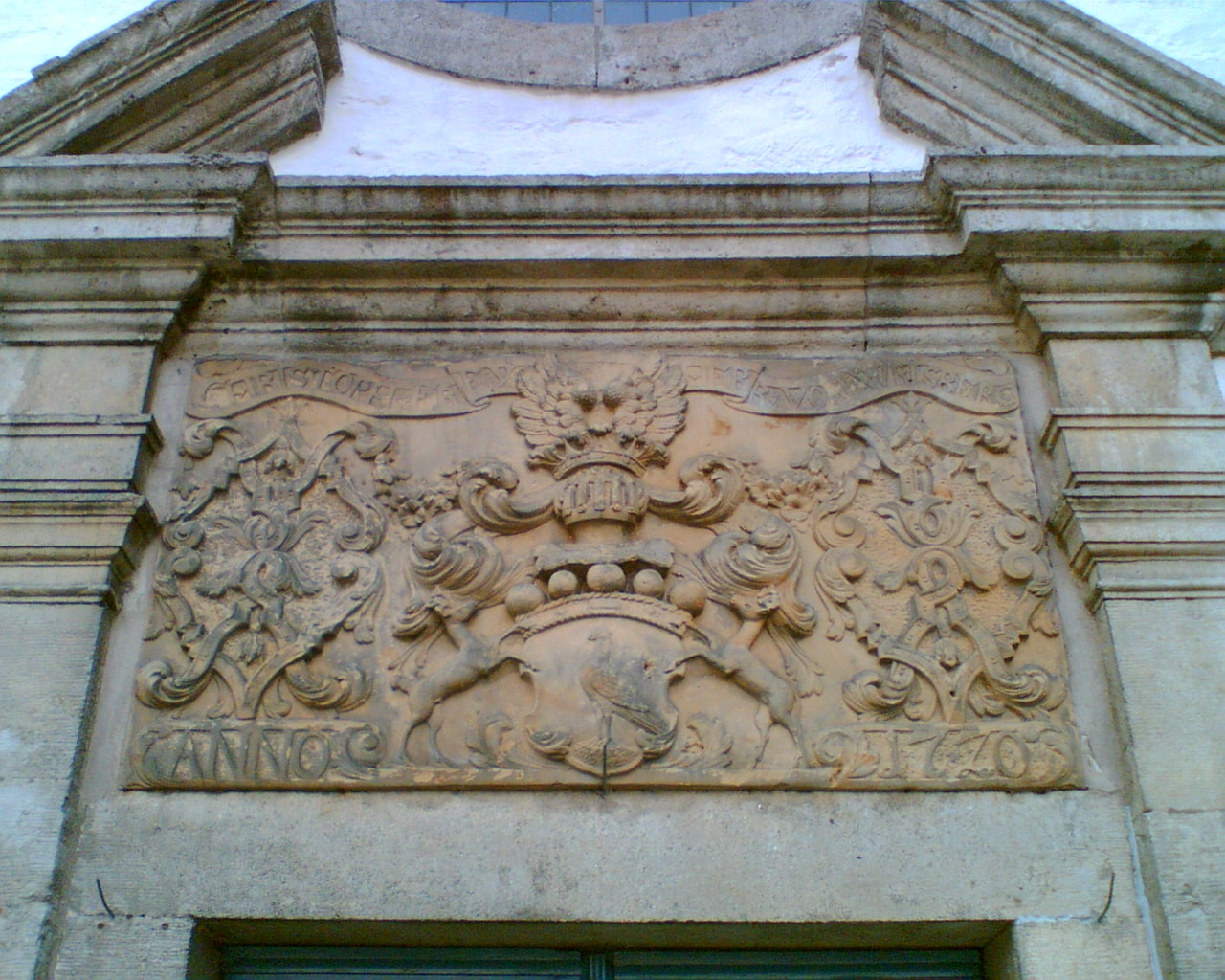
Wrisberg-Relief über der Kirchentür

## Persönlichkeiten

### Söhne und Töchter des Ortes
- Albrecht Graf von Goertz (1914–2006), Automobildesigner
- Uwe Schmidt (* 1954), Politikwissenschaftler, Politiker (SPD), von Juli 2009 bis 2021 Landrat des Landkreises Kassel

### Personen, die mit dem Ort in Verbindung stehen
- Gustav von Görtz-Wrisberg (1815–1882), Herzoglich Braunschweigischer Oberst, Kommandant des Herzoglich Braunschweigischen Infanterie-Regiments Nr. 92 (1868–1869), starb in Brunkensen
- Hermann von Görtz-Wrisberg (1819–1889), Jurist, Finanzfachmann, Politiker und braunschweigischer Staatsminister, stammt aus dem in Brunkensen bei Alfeld ansässigen Zweig der hessischen Familie der Grafen von Schlitz genannt von Görtz
- Alix von Cotta (1842–1931), Lehrerin und Schulleiterin
- Marion Gräfin Dönhoff (1909–2002), Chefredakteurin und Mitherausgeberin der deutschen Wochenzeitung „Die Zeit“, bedeutende Publizistin der Nachkriegszeit, Gesprächspartnerin für führende Politiker in der Welt, wohnte in Brunkensen
- Brunk Meyer (1926–2005), Bodenkundler, lebte in Brunkensen